# Košutica
Košutica je naseljeno mjesto u sastavu općine Sokolac, Republika Srpska, BiH.
Košutica je smještena u Luburić polju. U blizini se nalaze prapovijesni tumuli i nekropole sa stećcima koji su zaštićeni kao nacionalni spomenici BiH.

## Stanovništvo
Nacionalni sastav stanovništva 1991. godine, bio je sljedeći:
ukupno: 179
- Muslimani - 143
- Srbi - 36